# Xenofrea arcifera
Xenofrea arcifera es una especie de escarabajo longicornio del género Xenofrea, tribu Xenofreini, subfamilia Lamiinae. Fue descrita científicamente por Néouze & Tavakilian en 2005.

## Descripción
Mide 4-6,6 milímetros de longitud.

## Distribución
Se distribuye por Bolivia, Brasil y Guayana Francesa.